# شجرة (نظرية البيان)

شجرة مبيانية لها 6 رؤوس و 5 فروع

الشجرة (بالإنجليزية: Tree)‏ هو مصطلح يستعمل في الرياضيات وعلم الحاسوب. في نظرية البيان الرياضياتية، الشجرة هي مبيان غير موجه والتي يرتبط أي من زوج رأسين بمسار واحد بسيطة. وبالتالي، لا يوجد أي رابط دائري. والغابة (في الرياضيات) هي اتحاد منفصل من الأشجار.
أما في علم الحاسوب، فالشجرة هي أنواع من ترابط البيانات مشابهة للمبيانات الغير موجهة لكنها مجذرة، وبالتالي، لها مخططات موجهة وتسلسل نتتابع لفروعها.

## التسمية
الشجرة هي الترجمة لمصطلح (بالإنجليزية: Tree)‏ والتي استبطها أرثور كايلي عام 1857، عند وضعه نظرية الأشكال التحليلية ليصف الترابطات التي تبدأ برأس واحد ثم تتشعب إلى روؤس أخرى عن طريق ما يشبه فروع الشجر. ومن المفردات المتعلقة بالشجرة الرياضية:
- الورقة: هي رأس بدرجة واحدة أي يتصل بها رابط واحد.بفرع واحد
- الرأس الداخلي: هو رأس درجته أعلى من إثنين، أي يتصل به أكثر من رابط
- شجرة غير قابلة للتصغير هي شجرة لا تحوي أي رأس من درجة 2.
- الوشيع هو متسلسل من الأشجار المنظمة.

## أنواع الشجر

مبيانة النجمة

- النجمة: هي شجرة ذات رأس داخلي يتفرع منها فروع تتصل برؤوس خارجية عن طريق رابط بسيط.
- مسار: وهي شجرة من ورقتين.